# Lissington
Lissington es un pueblo y parroquia civil del distrito de West Lindsey en Lincolnshire, Inglaterra. La población de la parroquia civil fue de 154 habitantes en el censo de 2011.  Se ubica a 4 millas (6,4 km) al sur de la localidad de Market Rasen, y casi a 4 millas (6,4 km) al norte de la localidad de Wragby.
Lissington está registrada en el Libro Domesday de 1086 como "Lessintone", con 28 casas y 80 acres (0,3 km²) de prado y 80 de bosque.

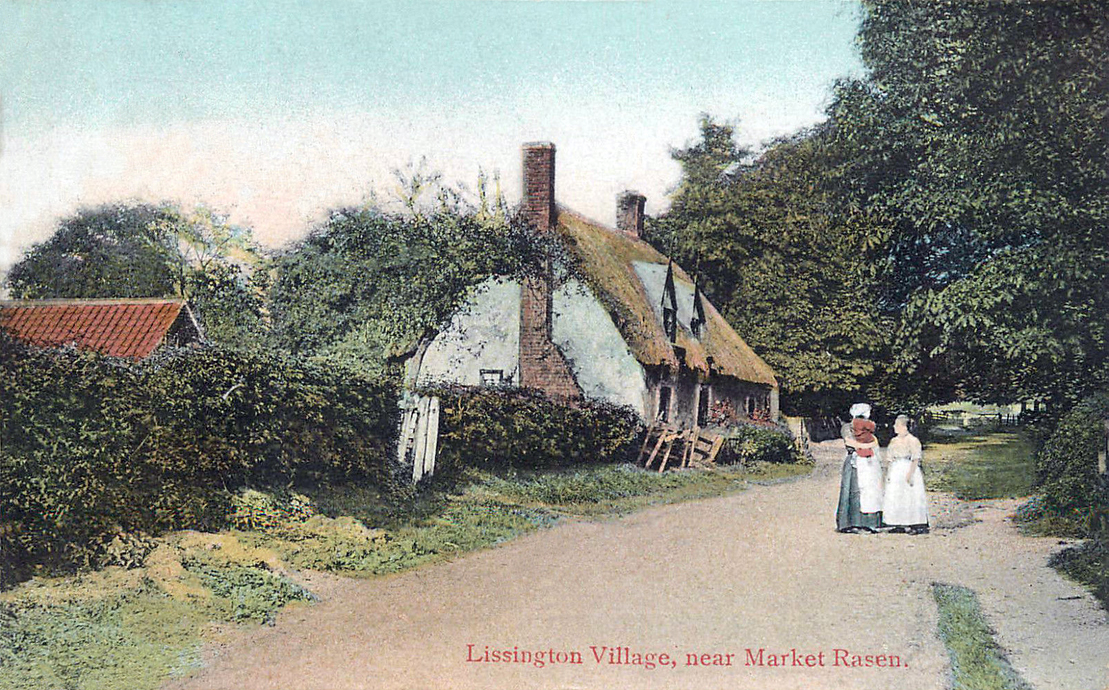
Lissington, antes de 1914

La iglesia, dedicada a San Juan, es un monumento clasificado de Grado II, construida con siderosa y arenisca verde. Data de 1796, fue restaurada en 1895 y se le hicieron otras adiciones en 1925.
La Escuela de la Iglesia de Inglaterra en Lissington fue construida en 1854 como escuela nacional y cerró el 21 de diciembre de 1950.